# Rafał Zawierucha
Rafał Zawierucha (ur. 12 października 1986 w Krakowie) – polski aktor filmowy, teatralny i radiowy oraz prezenter telewizyjny.

## Życiorys

### Rodzina i edukacja
Urodził się w Krakowie jako najmłodsze dziecko Anny i Edwarda. Ma trójkę rodzeństwa – brata Grzegorza (który zwyciężył w finale ósmej edycji programu MasterChef Polska) i dwie siostry. Od 2000 jego rodzice prowadzili Rodzinny Dom Dziecka. Dorastał w Kielcach. 
Uczęszczał do III Liceum Ogólnokształcącego im. Cypriana Kamila Norwida. W 2012 ukończył studia aktorskie na Akademii Teatralnej w Warszawie.

### Kariera

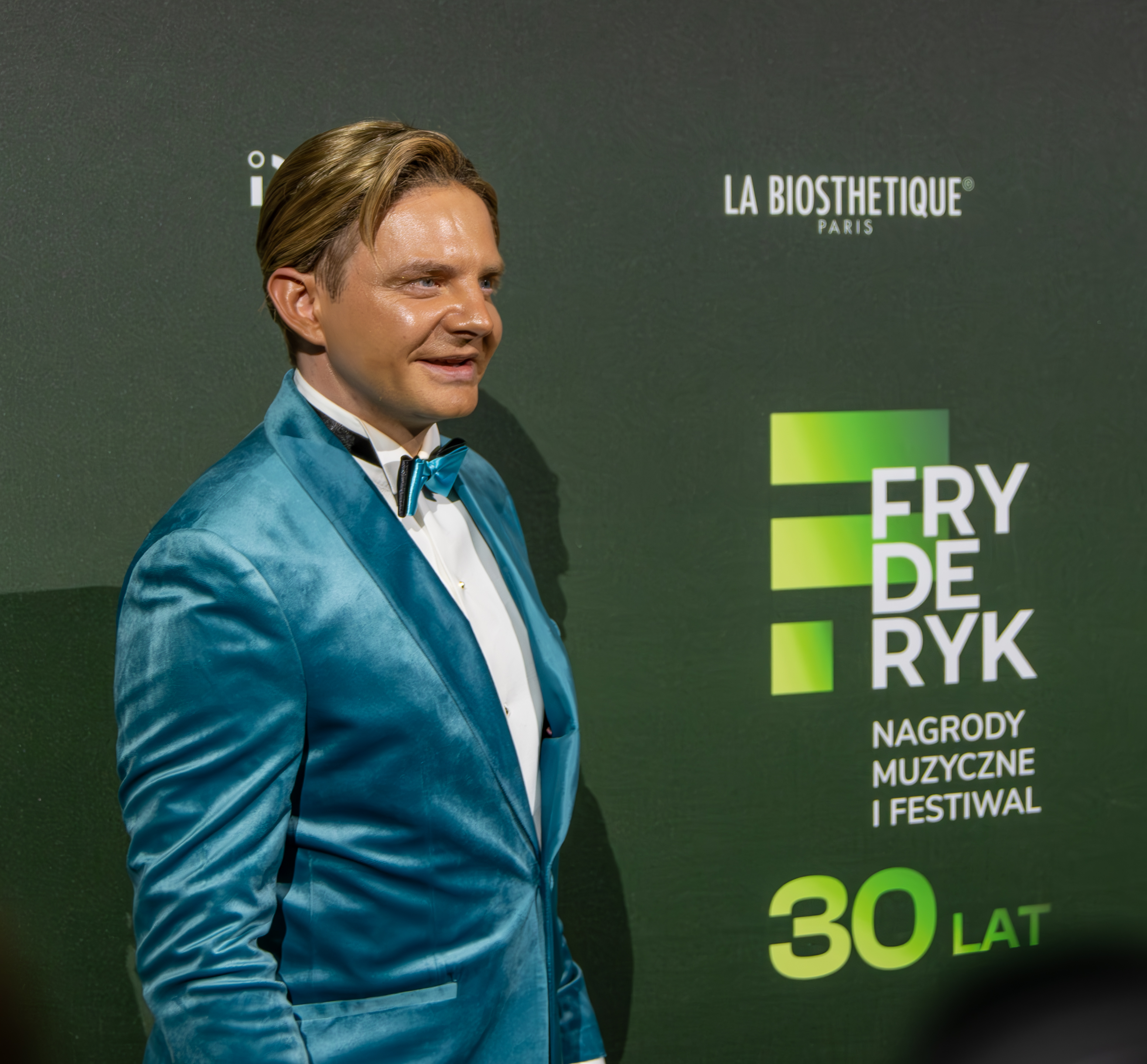
Zawierucha na gali Fryderyków 2024

Występował w teatrach warszawskich: Współczesnym, Och-Teatrze, IMKA i Capitol, a także Teatrze Telewizji. Prowadził telewizyjny cykl Canal+ Discovery Polska filmowa. Zagrał m.in. w filmach: Jack Strong, Bogowie, Wkręceni, Obywatel i Miasto 44. Znany jest również z serialu Przepis na życie czy Siła wyższa. W 2012 za rolę w filmie Andrzeja Barańskiego Księstwo otrzymał nominację do Złotej Kaczki dla najlepszego aktora. Na łamach „Filmu” tak pisał wtedy o nim krytyk Łukasz Maciejewski: „Ma w sobie jasność, wdzięk i entuzjazm wiecznego dziecka. Sympatia od pierwszego wejrzenia”.
W filmie Quentina Tarantino Pewnego razu... w Hollywood (2019) zagrał postać Romana Polańskiego. Prowadzi programy Europa filmowa i Polska filmowa na antenie TVN Fabuła. W 2023 za główną rolę w autobiograficznym filmie Patryka Vegi Niewidzialna wojna (2022) otrzymał dwie antynagrody Węże w kategoriach: najgorszy aktor i najgorsza rola Rafała Zawieruchy. Jesienią 2024 uczestniczył w 15. edycji programu Dancing with the Stars. Taniec z gwiazdami w Polsacie.

### Życie prywatne
22 października 2022 wziął ślub z Beatą Wiśnicką. Ma córkę Antoninę (ur. marzec 2024). 

## Filmy
| Rok  | Tytuł                                                       | Rola                          | Reżyser                      |
| ---- | ----------------------------------------------------------- | ----------------------------- | ---------------------------- |
| 2011 | Wojna żeńsko męska                                          | kolega Julki                  | Łukasz Palkowski             |
| 2011 | Pokaż, kotku, co masz w środku                              | pracownik stacji benzynowej   | Sławomir Kryński             |
| 2011 | Księstwo                                                    | Zbyszek Pasternak             | Andrzej Barański             |
| 2012 | Podróż z bagażem podręcznym                                 | (etiuda szkolna)              | Arkadiusz Biedrzycki         |
| 2012 | Ostatnie piętro                                             | wartownik                     | Tadeusz Król                 |
| 2013 | To twoja wina                                               | policjant                     | Oliver Kruger                |
| 2014 | Wkręceni                                                    | kamerzysta Szymek             | Piotr Wereśniak              |
| 2014 | Obywatel                                                    | delegat                       | Jerzy Stuhr                  |
| 2014 | Miasto 44                                                   | Berlingowiec                  | Jan Komasa                   |
| 2014 | Jack Strong                                                 | czołgista                     | Władysław Pasikowski         |
| 2014 | Dzień dobry, kocham cię                                     | kelner                        | Ryszard Zatorski             |
| 2014 | Bogowie                                                     | Romuald Cichoń                | Łukasz Palkowski             |
| 2015 | Opowieści marcowe                                           | syn                           | Patrycja Polkowska           |
| 2015 | Miranda                                                     | ojciec Franka w młodości      | Agnieszka Maskovic           |
| 2015 | Król życia                                                  | kolega Edwarda z korporacji   | Jerzy Zieliński              |
| 2016 | Powidoki                                                    | sprzedawca                    | Andrzej Wajda                |
| 2016 | Bóg w Krakowie                                              | Gilbert                       | Dariusz Regucki              |
| 2016 | 7 rzeczy, których nie wiecie o facetach                     | współlokator Filipa           | Kinga Lewińska               |
| 2017 | Cudzoziemcy w Powstaniu Warszawskim                         | strzelec Wacek                | Małgorzata Brama             |
| 2018 | Plan B                                                      | strażnik miejski              | Kinga Dębska                 |
| 2018 | Głosy                                                       | Obsada aktorska               | Tomasz Cichoń                |
| 2019 | Pewnego razu... w Hollywood (Once Upon a Time in Hollywood) | Roman Polański                | Quentin Tarantino            |
| 2020 | Zieja                                                       | powstaniec "Orzeł"            | Robert Gliński               |
| 2020 | Mistrz                                                      | Klimko                        | Maciej Barczewski            |
| 2020 | Listy do M. 4                                               | programista Stefan Fornalczyk | Patrick Yoka                 |
| 2020 | Banksterzy                                                  | Artur                         | Marcin Ziębiński             |
| 2021 | Najmro. Kocha, kradnie, szanuje                             | sierżant Ujma                 | Mateusz Rakowicz             |
| 2021 | Gierek                                                      | premier Filip Rawicki         | Michał Węgrzyn               |
| 2021 | Bartkowiak                                                  | raper "Steppy D"              | Daniel Markowicz             |
| 2022 | Zołza                                                       | taksówkarz                    | Tomasz Konecki               |
| 2022 | Orzeł. Ostatni patrol                                       | podchorąży „Klops”            | Jacek Bławut                 |
| 2022 | Niewidzialna wojna                                          | Patryk Vega                   | Patryk Vega                  |
| 2022 | Miłość na pierwszą stronę                                   | Krupnik                       | Maria Sadowska               |
| 2022 | Gorzko, gorzko!                                             | Janek                         | Tomasz Konecki               |
| 2022 | Gdzie diabeł nie może, tam baby pośle                       | Karol Lis                     | Heathcliff Janusz Iwanowski  |
| 2023 | Porady na zdrady 2                                          | Bartek                        | Sara Bustamante-Drozdek      |
| 2023 | Opiekun                                                     | Robert Kordecki               | Dariusz Regucki              |
| 2023 | Gdzie diabeł nie może, tam baby pośle 2                     | Karol Lis                     | Heatchcliff Janusz Iwanowski |
| 2023 | Za duży na bajki 2                                          | botanik Rysio                 | Kristoffer Russ              |
| 2024 | Spadek                                                      | policjant Trzeciak            | Sylwester Jakimow            |

### Seriale
- Klan, jako Marek, sąsiad Oli Lubicz i Norberta Piątkowskiego
- Pierwsza Miłość, jako Bączek – technik policyjny
- 2009: Synowie (odc. 11, 13)
- 2009: Akademia (dokumentalny, fabularyzowany serial TV), odc. 2, 6
- Sztuka bez tytułu (spektakl TV), jako Jakub
- 2010:  Ratownicy, odc. 6, jako plutonowy Walczak
- 2010: Nowa (serial TV), odc. 2 jako boy hotelowy
- 2011: Siła wyższa (serial TV), odc. 1, 2, 3, 4, 5, 6, 8, 9, 13, jako Franek
- 2011-2013: Przepis na życie (serial TV), odc. 1, 2, 3, 6, 14, 16, 17, 19, 21, 22, 23, 24, jako Kuba, asystent Poli
- 2011, 2014, 2016: Ojciec Mateusz (serial TV), odc. 70, 146 jako świadek, 194 jako akwizytor
- 2011: Hotel 52 (serial TV), jako Łukasz Paprotka (odc. 49), jako Karol Paprotka (odc 51, 52)
- 2012: Szpiedzy w Warszawie (serial fab.) odc. 4 jako żołnierz
- 2011: Siła wyższa (serial TV) jako Franek
- 2012: Czas honoru (odc. 55), jako kapral Jan Rybka
- 2012 – 2013: Wszystko przed nami (odc. 26, 39), jako Witek
- 2013: Na dobre i na złe (odc. 522), jako Wojtek
- 2014-2016: Przyjaciółki (odc. 46), jako kelner (odc. 72, 73, 74, 75, 77, 78, 79) jako Dariusz Lechicki
- 2014: Na krawędzi
- 2015: Prawo Agaty (odc. 86), jako Grzesiek
- 2015: Bojewaja jediniczka
- 2017: Za marzenia (odc. 5), jako malarz
- 2015: Pakt (odc. 3,4,5), jako asystent premiera
- 2018: W rytmie serca (odc. 28), jako Marek Wróblewski
- 2018: O mnie się nie martw sez. 8 (odc. 8), jako Patryk
- 2018: Trzecia połowa (odc. 1-14), jako piłkarz Zawierucha
- 2019: Inny świat (spektakl TV), jako Ostatni
- 2020: Zemsta (spektakl TV) jako Papkin
- 2022: Behawiorysta jako dziennikarz Sebastian Bielak
- od 2023: Domek na szczęście jako Bartek[10]

## Pozostałe role

### Teatralne
- 2006: Zjednanie Boga – Joshua Crone, reż. Joshua Crone, Teatr Stowarzyszenie Axis Mundi, Kraków
- 2009: Sztuka bez tytułu – Antoni Czechow, jako Jakub, reż. Agnieszka Glińska, Teatr Współczesny, Warszawa
- 2010: Kwiaty Polskie – Julian Tuwim, Akademia Teatralna, Warszawa
- 2012: Hamlet - William Shakespeare, reż. Maciej Englert, Teatr Współczesny, Warszawa
- 2015: Niepoprawni (Fantazy), Juliusz Słowacki, rola: RZECZNICKI, reż. Maciej Englert, Teatr Współczesny, Warszawa
- 2016: Bucharest Calling, rola: Pall Mall, reż. Jarosław Tumidajski, Teatr Współczesny, Warszawa
- 2017: Psie serce, Michał Bułhakow, rola: Pacjent, Fiodor, reż. Maciej Englert, Teatr Współczesny, Warszawa
- 2020: Zemsta, rola: Papkin, Teatr TV
- 2022: A komórka dzwoni, Sara Ruhl, rola: Dwight, brat Gordona, reż. Maciej Englert, Teatr Współczesny, Warszawa

### Radiowe
- 2011: Francuski Piesek – Mariusz Niemczycki, jako Tato, reż. Dobrosława Bałazy, Teatr Polskiego Radia
- 2014: Jasna, moja miłość – Marcin Troński, jako Paweł, reż. Marcin Troński, Teatr Polskiego Radia
- 2014: Odyseja Cięcia – Darek Błaszczyk, Iwona Rusek, jako Maryśka, reż. Darek Błaszczyk, Teatr Polskiego Radia

### Dubbing
- 2009: Hot Wheels: Battle Force 5 – Kyrosis
- 2010: Monster High: New Ghoul at School – Deuce Gorgon
- 2014: Munio: Strażnik Księżyca jako Splin
- 2019: Corgi – psiak Królowej – Rex
- 2019: Aladyn – książę Anders